# سرگی نازارنکو
سرگی نازارنکو (به اوکراینی: Serhiy Nazarenko) (زاده ۱۶ فوریه ۱۹۸۰) بازیکن فوتبال اهل کشور اوکراین است.
وی سابقه ۵۳ بازی ملی برای تیم ملی فوتبال اوکراین در کارنامه دارد، همچنین پست تخصصی او هافبک است.